# Cross Lanes
Cross Lanes – jednostka osadnicza w Stanach Zjednoczonych, w stanie Wirginia Zachodnia, w hrabstwie Kanawha.